# 磁浮機場駅
磁浮機場駅（じふきじょう-えき）は中華人民共和国長沙市長沙県に位置する長沙磁浮快線の駅。長沙黄花国際空港の第1ターミナルに直結している。

## 駅周辺
- 長沙黄花国際空港第1ターミナル
- ■長沙地下鉄6号線 - 黄花機場T1T2駅。